# Schenkeliella spinosa
Genre
Synonymes
- Oeta O. Pickard-Cambridge, 1870 nec Grote 1865

Espèce
Synonymes
- Oeta spinosa O. Pickard-Cambridge, 1871

Schenkeliella spinosa, unique représentant du genre Schenkeliella, est une espèce d'araignées aranéomorphes de la famille des Tetragnathidae.

## Distribution
Cette espèce est endémique du Sri Lanka.

## Publications originales
- O. Pickard-Cambridge, 1871 : On some new genera and species of Araneida. Proceedings of the Zoological Society of London, vol. 1870, p. 728-747 (texte intégral).
- Strand, 1934 : Miscellanea nomenclatorica zoologica et palaeontolgica, VI. Folia Zoologica et Hydrobiologica, vol. 6, p. 271-277.